# Trigonoscelus elbursensis
Trigonoscelus elbursensis är en skalbaggsart som beskrevs av Zdzisława Stebnicka och Eduardo Galante 1991. Trigonoscelus elbursensis ingår i släktet Trigonoscelus och familjen Aphodiidae. Inga underarter finns listade i Catalogue of Life.